# I Want You (Roxette-låt)
"I Want You", skriven av Per Gessle, är en sång som spelades in i mitten av 1987, en månad före den svenska popgruppen Roxettes första turné.
Den spelades in av Roxette, Ratata och Eva Dahlgren till pop- och rockevenemanget "Rock runt riket 1987" och alla konserterna avslutades med denna sång.

### Fotnoter
1. ↑  ”Roxette”. Arkiverad från originalet den 24 augusti 2011. https://web.archive.org/web/20110824031633/http://www.roxette.se/discography.php. Läst 22 maj 2011.